# Гораздовский, Зигмунт

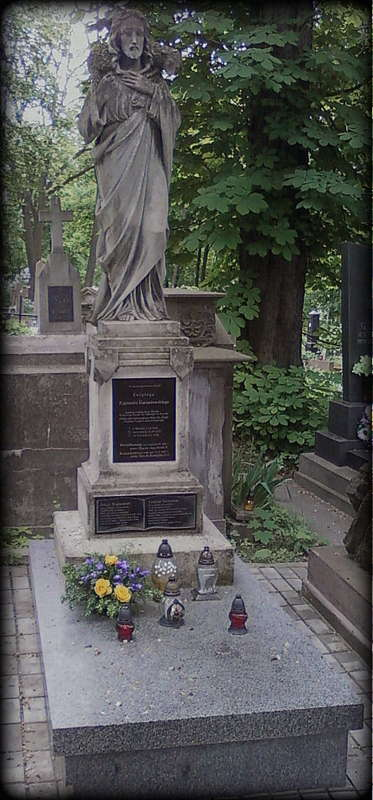
Могила святого Зигмунта Гораздовского на Лычаковском кладбище (Львов)

Зигмунт Гораздовский (пол. Zygmunt Gorazdowski; 1 ноября 1845, Санок — 1 января 1920, Львов) — святой Римско-Католической Церкви, польский священник, основатель женского монашеского общества «Сёстры святого Иосифа», известен своей помощью неимущим и бездомным.

## Биография
Зигмунт Гораздовский вырос в глубоко религиозной шляхетской семье, с раннего возраста испытал мучения и страдания. Ещё будучи ребёнком страдал от туберкулёза, что, однако, не мешало ему предлагать свою помощь всем нуждающимся. Прожил с родителями в Саноке шесть лет, чудом избежав Галицийской резни.
После окончания гимназии в Перемышле поступил на юридическое отделение университета Яна-Казимира во Львове. В конце второго года учёбы в университете, чувствуя призвание в священническому служению, принял решение поступить во львовскую духовную семинарию.
Окончив семинарию, следующие два года, лечился. 21 июля 1871 года был рукоположен в сан священника.
Первые шесть лет отец Гораздовский служил викарием прихода и администратор в Тартакове, Войнилове, Букачевцах, Гродке Ягеллонском и Жидачове, полностью отдав себя выполнению священнических обязанностей, и делам милосердия.
Во время вспышки холеры в Войнилове отец Зигмунт, несмотря на большой риск заражения, делал всё возможное, чтобы помочь больным и умирающим.
С 1877 года начал монашеское служение и благотворительную деятельность во Львове. Уже при жизни его называли «отцом бедных и священником бездомных, милосердия ради». Во Львове прожил 40 лет, сначала в качестве викария, а затем приходского священника костёла Святого Николая.
На протяжении своего священства стремился к укреплению веры и духовного развития прихожан. Им написан и опубликован катехизис и многие другие духовные книги, для помощи родителям, учителям и молодежи.
Он также занимался апостольской работой для бедных и страждущих. Основал дом добровольного труда для нищих, благодаря его инициативе были организованы дом и столовая для нуждающихся с раздачей бесплатной пищи для народа, в которых питались рабочие, студенты, школьники, дети, но чаще всего — бедняки Львова. В день выдавалось более 600 обедов. Инициировал создание лечебницы для неизлечимо больных и выздоравливающих, для бедных студентов и преподавателей семинарии, открыл приют Св. Иосафата, которым руководил на протяжении ряда лет.
Основал первый в Галиции детский приют Иисуса для матерей-одиночек и подкидышей., таким образом спас от преждевременной смерти около 3000 детей. В 1903 году организовал католическую польско-немецкую школу св. Иосифа, в которой преподавали братья-монахи из Вены.
Зигмунт Гораздовский — основатель женского монашеского общества «Сёстры святого Иосифа» (17 февраля 1884 года). Сестры общества несли службу в больницах и приютах, ухаживали за стариками.
Умер во Львове и похоронен на Лычаковском кладбище.

## Беатификация
Был причислен к лику блаженных 26 июня 2001 года папой Иоанном Павлом II. Канонизирован папой Бенедиктом XVI в Риме 23 октября 2005 года.
«Сёстры святого Иосифа» и сегодня продолжают нести службу и обязанности, возложенные на них своим основателем, работают в восьми странах мира с бедными, больными и страждущими, а также в сфере образования.